# ثيو فان إلس
ثيو فان إلس (بالهولندية: Theo van Els)‏ هو أستاذ جامعي هولندي، ولد في 14 مايو 1936 في Wanssum ‏ في هولندا، وتوفي في 4 أغسطس 2015 في نايميخن في هولندا.